# Josef Metten
Josef Metten (* 13. August 1909 in Listerscheid; † 27. April 1993) war ein deutscher Kommunalpolitiker und ehrenamtlicher Landrat (CDU).

## Leben und Beruf
Nach dem Schulbesuch absolvierte Metten eine landwirtschaftliche Ausbildung und war, unterbrochen durch Kriegsdienst und Kriegsgefangenschaft, als Landwirt tätig. Er war verheiratet. 
Mitglied des Kreistages des Kreises Olpe war er ab 9. November 1952 bis zum 30. September 1979. Vom 22. Oktober 1953 bis zum 3. Oktober 1966 war Metten Landrat des Kreises Olpe. Von 1956 bis 1979 war er Mitglied der Landschaftsversammlung des Landschaftsverbandes Westfalen-Lippe. Außerdem war er in verschiedenen Gremien des Landkreistages NRW tätig.

## Sonstiges
Am 11. Juni 1969 erhielt Metten den Goldenen Siegelring des Kreises Olpe. Das Bundesverdienstkreuz I. Klasse wurde ihm am 12. August 1969 verliehen.